# صلاح طاهر
صلاح طاهر (1911 - 2007) هو فنان تشكيلي مصري، في بدايته تجسيدا للمدرسة الواقعية في الفن ثم ما لبث ان انتقل إلى المدرسة التجريدية
غير انه لم يهجر المدرسة الواقعية تماما وفي كثير من لوحاته وأعماله حاول الفنان صلاح طاهر الخلط ما بين المدرستين والذي كان نتاجه مرحلة في حياته تسمى بمرحلة التجريدية الوسطية
كذلك رسم صلاح طاهر العديد من البورتيرهات وظل في عمل العديد منها حتى مرحلة متقدمة من مراحلة الفنية برغم ما يمثله رسم البورتريه من تجسيد لروح المدرسة الواقعية
و قد رسم العديد من الشخصيات أمثال جمال عبد الناصر وأنور السادات.

## حيات ومسيرته
- ولد في 12 مايو لسنة 1911
- تخرج من مدرسة الفنون الجميلة العليا سنة 1934 والمعروفة الآن باسم كلية الفنون الجميلة
- يعد صلاح طاهر الفنان العربي الوحيد الذي تحتفظ جدران البيت الأبيض بواحدة من لوحاته
- صاحب في فترة من حياته المفكر عباس محمود العقاد برغم فارق السن فقد كان صلاح طاهر يبلغ 18 سانة بينما وصل العقاد إلى شيخوخته. مما كان له عظيم الأثر على أعمال صلاح طاهر فيما بعد.
- اقام الفنان صلاح طاهر ما يربو على الثمانين معرضا ما بين المحلي والدولي وكذلك اشترك في نحو 67 معرضا جماعياً منذ عام 1933 وحتى وفاته
- عين مديرا لمتحف الفن الحديث عام1954 ثم ارتقى ليصبح مديرا للمتاحف الفنية بوزارة الثقافة المصرية
- في عام 1961 أصبح مديرا لأدارة الفنون الجميلة بالوزارة
- تولى رئاسة دار الأوبرا المصرية ما بين 1962 و1966
- نال جائزة الدولة التقديرة لعام 1974 مع وسام الأستحقاق
- منح وسام الجمهورية من الطبقة الثالثة عام 1975
- توفي في يوم 6 فبراير 2007